# SV Wacker Burghausen
El SV Wacker Burghausen es un club alemán de fútbol y otros deportes, ubicado en la ciudad de Burghausen en Baviera. Juega en la Regionalliga Bayern.

## Historia
El SV Wacker Burghausen fue fundado en 1930 y es uno de los clubes más grandes de Alemania con unos 6.000 miembros que participan en alrededor de dos docenas de deportes. Sólo tres años después de su fundación ganó el campeonato de Baviera del Este. Luego, el equipo transcurrió en el anonimato en la liga local de cuarta división hasta que a mediados de los 90 ganó el ascenso a la Regionalliga Sud (III). Más tarde, en la temporada 2002-03, logró ascender a la 2. Bundesliga. 
El nombre del equipo se debe a su mayor patrocinador, una firma química local.

## Palmarés
- Regionalliga Süd (1): 2002
- Bayernliga (1): 1995
- Landesliga Bayern-Süd (1): 1993
- 2nd Amateurliga Oberbayern A (1): 1962
- Bezirksliga Oberbayern-Ost (2): 1965, 1983

## Temporadas recientes
| Año       | Liga                | Nivel | Posición |
| 1999–2000 | Regionalliga Süd    | III   | 4º       |
| 2000–01   | Regionalliga Süd    | III   | 13º      |
| 2001–02   | Regionalliga Süd    | III   | 1º       |
| 2002–03   | 2. Bundesliga       | II    | 10.º     |
| 2003–04   | 2. Bundesliga       | II    | 10.º     |
| 2004–05   | 2. Bundesliga       | II    | 9º       |
| 2005–06   | 2. Bundesliga       | II    | 8º       |
| 2006–07   | 2. Bundesliga       | II    | 17º      |
| 2007–08   | Regionalliga Süd    | III   | 7º       |
| 2008–09   | 3. Liga             | III   | 18º      |
| 2009–10   | 3. Liga             | III   | 17º      |
| 2010-11   | 3. Liga             | III   | 17º      |
| 2011–12   | 3. Liga             | III   | 6º       |
| 2012–13   | 3. Liga             | III   | 8º       |
| 2013–14   | 3. Liga             | III   | 19º      |
| 2014–15   | Regionalliga Bayern | IV    | 11º      |
| 2015–16   | Regionalliga Bayern | IV    | 2º       |
| 2016–17   | Regionalliga Bayern | IV    | 11º      |
| 2017–18   | Regionalliga Bayern | IV    | 9º       |
| 2018–19   | Regionalliga Bayern | IV    | 3º       |
| 2020–21   | Regionalliga Bayern | IV    | 10.º     |
| 2021–22   | Regionalliga Bayern | IV    | 3º       |

- Fuente:[2][3]

## Números retirados
11 -  Marek Krejčí, DEL (2004–07) - homenaje póstumo.